# Valentín Perrone
Valentín Perrone Canton (Barcelona, 28 de diciembre de 2007) es un piloto argentino de motociclismo nacido en España. Actualmente compite para el equipo Red Bull KTM Tech3 en la categoría de Moto3 del Campeonato del Mundo de Motociclismo. En 2024 fue tercero de la Red Bull MotoGP Rookies Cup.

## Biografía
Después de tres días rodando en el Circuito Guadix, Valentín Perrone fue escogido como uno de los nuevos pilotos que integrarian la Red Bull MotoGP Rookies Cup en 2024. En su primera carrera en el campeonato terminó segundo detrás de su compatriota Marco Morelli en lo que fue el primer 1-2 argentino en la Rookies Cup. Su primera victoria en el certamen llegó en la tercera ronda celebrada en Mugello, Perrone se impuso en la segunda carrera del fin de semana a los españoles Brian Uriarte y Álvaro Carpe. En la última ronda en San Marino, logró la pole position  y en la primera carrera no pudo hacer válida la pole al terminar en la segunda posición detrás de Uriarte. Mientras que en la segunda carrera se impuso a Carpe, finalizando el campeonato en la tercera posición final.
El 18 de septiembre de 2024 se hizo oficial el salto de Perrone al Campeonato del Mundo de Moto3 en las filas del Red Bull KTM Tech3 para las temporadas 2025 y 2026.

## Resultados

### European Talent Cup
(Carreras en negrita indica pole position, carreras en cursiva indica vuelta rápida)
| Temp. | 1     | 2     | 3      | 4     | 5      | 6      | 7      | 8     | 9      | 10     | 11    | Pos. | Pts. |
| ----- | ----- | ----- | ------ | ----- | ------ | ------ | ------ | ----- | ------ | ------ | ----- | ---- | ---- |
| 2023  | EST   | EST   | VAL    | VAL   | JER 19 | JER 14 | ALG 21 | CAT   | ARA 15 | ARA 15 | VAL 2 | 19.º | 24   |
| 2024  | MIS 4 | MIS 4 | EST 12 | EST 3 | CAT 5  | ALG 4  | JER 3  | JER 2 | ARA    | ARA    | VAL   | 4.º  | 106  |

### Red Bull MotoGP Rookies Cup
(Carreras en negrita indica pole position, carreras en cursiva indica vuelta rápida)
| Temp. | 1     | 2     | 3     | 4     | 5     | 6     | 7     | 8     | 9     | 10    | 11    | 12     | 13    | 14    | Pos. | Pts. |
| ----- | ----- | ----- | ----- | ----- | ----- | ----- | ----- | ----- | ----- | ----- | ----- | ------ | ----- | ----- | ---- | ---- |
| 2024  | JER 2 | JER 7 | LMS 4 | LMS 4 | MUG 6 | MUG 1 | ASS 3 | ASS 5 | RBR 4 | RBR 5 | ARA 2 | ARA 24 | RSM 2 | RSM 1 | 3.º  | 206  |

### Campeonato del Mundo de Motociclismo
Sistema de puntuación de 1993 hasta 2022:
| Posición | 1.º | 2.º | 3.º | 4.º | 5.º | 6.º | 7.º | 8.º | 9.º | 10.º | 11.º | 12.º | 13.º | 14.º | 15.º |
| Puntos   | 25  | 20  | 16  | 13  | 11  | 10  | 9   | 8   | 7   | 6    | 5    | 4    | 3    | 2    | 1    |

#### Por categoría
| Cat.  | Temporadas    | 1.er Gran Premio | 1.er Podio        | 1.ª Victoria  | Carreras | Victorias | Podios | Poles | V.Ráp. | Pts. | CM |
| ----- | ------------- | ---------------- | ----------------- | ------------- | -------- | --------- | ------ | ----- | ------ | ---- | -- |
| Moto3 | 2025-presente | Tailandia 2025   | Países Bajos 2025 |               |          |           |        |       |        | *    | *  |
| Total | 2025–Presente | 2025–Presente    | 2025–Presente     | 2025–Presente |          |           |        |       |        |      |    |

#### Por temporada
| Temp. | Cat.  | Moto | Equipo              | Carreras | Victorias | Podios | Poles | V.Ráp. | Pts. | Pos |
| ----- | ----- | ---- | ------------------- | -------- | --------- | ------ | ----- | ------ | ---- | --- |
| 2025  | Moto3 | KTM  | Red Bull KTM Tech 3 |          |           |        |       |        | *    | *   |
| Total |       |      |                     |          |           |        |       |        |      |     |

- * Temporada en curso.

#### Carreras por año
| Año  | Cat.  | Moto | 1       | 2       | 3       | 4      | 5      | 6      | 7     | 8      | 9     | 10    | 11     | 12    | 13    | 14  | 15  | 16  | 17  | 18  | 19  | 20  | 21  | 22  | Pos. | Pts. |
| ---- | ----- | ---- | ------- | ------- | ------- | ------ | ------ | ------ | ----- | ------ | ----- | ----- | ------ | ----- | ----- | --- | --- | --- | --- | --- | --- | --- | --- | --- | ---- | ---- |
| 2025 | Moto3 | KTM  | THA Ret | ARG Ret | AME Ret | QAT 15 | SPA 10 | FRA 10 | GBR 5 | ARA 13 | ITA 8 | NED 3 | GER 12 | CZE 8 | AUT 7 | HUN | CAT | RSM | JPN | INA | AUS | MAL | POR | VAL | 12.º | 72   |

| Color     | Resultado                                                               |
| --------- | ----------------------------------------------------------------------- |
| Oro       | Ganador                                                                 |
| Plata     | 2.ª plaza                                                               |
| Bronce    | 3.ª plaza                                                               |
| Verde     | Finalizó en los puntos                                                  |
| Azul      | Finalizó sin puntos                                                     |
| Azul      | NC - No clasificado                                                     |
| Violeta   | Ret - No terminó (Carrera)                                              |
| Rojo      | DNQ - No se clasificó                                                   |
| Negro     | DSQ - Descalificado                                                     |
| Blanco    | DNS - No empezó (carrera)                                               |
| Blanco    | WD - Retirado (fin de semana)                                           |
| Blanco    | C - Carrera cancelada                                                   |
| Sin color | DNP - Inscrito pero no participó                                        |
| Sin color | INJ - Lesionado                                                         |
| Sin color | EX - Excluido                                                           |
| Estado    | Resultado                                                               |
| Negrita   | Pole position                                                           |
| Cursiva   | Vuelta rápida                                                           |
| x         | Posición en carrera sprint                                              |
| †         | Abandona, pero clasifica al completar el porcentaje requerido para ello |